# ファースト・マン
『ファースト・マン』（原題: First Man）は、2018年のアメリカ合衆国の伝記映画。
監督はデイミアン・チャゼル、脚本はジョシュ・シンガーで、ジェームズ・R・ハンセンによるニール・アームストロングの伝記『ファーストマン: ニール・アームストロングの人生』を原作としている。ライアン・ゴズリングがニール・アームストロングを演じ、他にクレア・フォイ、ジェイソン・クラーク、カイル・チャンドラー、コリー・ストール、キアラン・ハインズ、クリストファー・アボット、パトリック・フュジット、ルーカス・ハースらが出演。スティーヴン・スピルバーグが製作総指揮を務める。
映画はヴェネツィア国際映画祭においてワールド・プレミアを迎え、アメリカでは2018年10月12日、日本では2019年2月8日に公開された。第91回アカデミー賞において音響編集賞、録音賞、美術賞、視覚効果賞の4つにノミネートされ、視覚効果賞を受賞。

## 概要
史上初めて月面を歩いた宇宙飛行士ニール・アームストロングの1961年から1969年にかけてのNASAのミッション（ジェミニ計画、アポロ計画）が実話に基づいて描かれる。
過去に制作された『ライトスタッフ』や『アポロ13』、『ドリーム』などのような宇宙開発や宇宙飛行の英雄譚を描いた群像劇とは一線を画し、全体的に感情を抑えた暗い内容で描かれており、あくまで彼個人の視点、焦点で物語が進んでいく。なお、日本語字幕の監修は、宇宙飛行士である毛利衛が努めている。

## 物語
ニールはX-15の飛行実験の最中命からがらになりながら宇宙空間で「ある事」を感じ取る。着陸時にチャック・イェーガーから操縦の未熟さを指摘され、退任へとなる。それでもジェミニ計画の候補として当初選ばれたものの娘の危篤状態から参加を拒否するが、娘の死をきっかけに月へ行くことに執着を持つようになり宇宙飛行士への参加を決意する。

## キャスト
ニール・アームストロング
演 - ライアン・ゴズリング、日本語吹替 - 内田夕夜
ジェミニ8号・アポロ11号の船長で、月面に到達した世界初の人物となった宇宙飛行士。
感情を表に出さず、あまりの寡黙さから周りからも何を考えているのか分からない人物として描かれる。X-15の飛行実験により宇宙計画から身を引こうとするが、ある事がきっかけで月に行くことに異常な執着を見せるようになる。
ジャネット・アームストロング
演 - クレア・フォイ、日本語吹替 - 小林さやか
ニールの妻。危険な訓練や宇宙飛行の中でも、夫の冷淡過ぎる態度や寡黙な性格に時々苛立ちを覚えている。
エド・ホワイト
演 - ジェイソン・クラーク、日本語吹替 - 坂詰貴之
ニールの友人でアメリカ初の宇宙遊泳を行った宇宙飛行士。アポロ1号のクルーに選ばれる。ニールの気難しい態度を察しながら気を遣う。
ディーク・スレイトン
演 - カイル・チャンドラー、日本語吹替 - 山路和弘
元テストパイロット兼技術者で、マーキュリー・セブンの一人に選出された宇宙飛行士。
バズ・オルドリン
演 - コリー・ストール、日本語吹替 - 魚建
アポロ11号のパイロットで、月面を歩いた2番目の人物となった宇宙飛行士。ニールと対照的に明朗快活な性格で、月面着陸に希望を馳せる。
エリオット・シー
演 - パトリック・フュジット
ニールの友人。フライトテストエンジニア。ニールと共にジェミニ5号のバックアップクルーを務めた後、ジェミニ9-A号の船長に任命される。
デイヴ・スコット
演 - クリストファー・アボット
ニールと共にジェミニ8号に乗った宇宙飛行士。
ボブ・ギルルース
演 - キアラン・ハインズ、日本語吹替 - 土師孝也
NASAの有人宇宙船センターのファースト・ディレクター。
パトリシア・ホワイト
演 - オリヴィア・ハミルトン
エドの妻。
ジェームズ・ラヴェル
演 - パブロ・シュレイバー
アポロ11号のバックアップ・コマンダー。
ガス・グリソム
演 - シェー・ウィガム
マーキュリー・セブンの一人。アポロ1号の船長。
マイケル・コリンズ
演 - ルーカス・ハース
アポロ11号の司令モジュール用パイロット。ジェミニ10号で宇宙飛行も行った。
ピート・コンラッド
演 - イーサン・エンブリー
ジェミニ5号のパイロット。ジェミニ8号のバックアップ・コマンダーも務めた。
ジョー・ウォーカー
演 - ブライアン・ダーシー・ジェームズ
アームストロングの上司で、2回のスペースプレーンの飛行を最初に成功させたパイロット。
ロジャー・チャフィー
演 - コーリー・マイケル・スミス
ジェミニ3号とジェミニ4号の宇宙船通信担当官。アポロ1号のクルー。
マリリン・シー
演 - クリス・スワンバーグ
エリオットの妻。
リック・アームストロング
演 - ギャヴィン・ウォーレン(幼年期)、ルーク・ウィンターズ(少年期)、日本語吹替 - 山咲しづ香
ニールの長男。妹の死がきっかけで両親にあまり相手にされなくなった事で、構ってほしさに悪さをするようになる。
マーク・アームストロング
演 - コナー・コルトン・ブロジェット
ニールの次男。
カレン・アームストロング
演 - ルーシー・ブロック・スタッフォード
ニールの娘。脳幹腫瘍になり2歳で夭折する。ニールは葬儀の時も一切表情を崩さず、その日からアポロ計画に執着するようになる。
チャック・イェーガー
演 - マシュー・グレイヴ
冒頭、X-15でミスをしたが生還したニールに、否定的な評価をする。
2023年11月12日のフジテレビ放送の『ヤマダスポーツスペシャル 第38回東日本女子駅伝』では、中止の場合は、本作が放送予定だったが、無事放送されたため、放送されなかった。

## 製作
2003年、クリント・イーストウッドとワーナー・ブラザースがジェームズ・R・ハンセンによるニール・アームストロングの伝記『ファーストマン: ニール・アームストロングの人生』の映画化の権利を購入した。のちにユニバーサル・ピクチャーズが権利を購入し、『First Man』というタイトルでの映画化を計画した。
2015年11月24日、ライアン・ゴズリングがタイトルロールを演じ、デイミアン・チャゼルが監督、ジョシュ・シンガーとニコール・パールマンが脚本を担当することが発表された。2017年3月、公開日が2018年10月12日に設定された。
2017年5月、クレア・フォイが出演交渉を受けていることが報じられた。2017年6月、カイル・チャンドラー、コリー・ストール、ジェイソン・クラークがキャストに加わった。2017年7月、シェー・ウィガムがキャストに加わり、クレア・フォイも出演契約を果たしたことも確認された。2017年8月にはジョン・バーンサルが、翌月にはブライアン・ダーシー・ジェームズが、同年10月にはパブロ・シュレイバー、パトリック・フュジット、コーリー・マイケル・スミス、スカイラー・バイブルらがキャストに加わった。
主要製作は2017年10月後半にアトランタで開始し、2018年2月に終了した。いくつかのシーンはIMAX 70mmカメラで撮影された。
監督はフィルム撮影と極力CGIに頼らないVFXシーンを希望し、本来CGI効果主体のVFXプロダクションであるDNEGは進化したスクリーン・プロセスを採用した。ジェミニやアポロ宇宙船のモックアップ（実物大模型）を湾曲した巨大な液晶パネルの前に設置し撮影する事で、CGIで製作出来ない自然な状態で気密服のフードや船体の反射を機体の激しい揺れまで含めて現場で表現し、修正や効果の追加は最低限にとどめる事が出来る。のちに『マンダロリアン (テレビドラマ)』でも採用され、ロケ撮影の時間と経費節約に寄与。日本でも大河ドラマ『いだてん〜東京オリムピック噺〜』で近似した手法が用いられている。サターンロケットの打ち上げシーンは当時の撮影フィルムを修復し、CGIで煙と噴射を付加する方法で解決した。
本作は2018年8月29日にヴェネツィア国際映画祭においてワールド・プレミアを迎え、2018年9月にはテルライド映画祭で、2018年9月9日にはトロント国際映画祭で上映された。アメリカ合衆国においては2018年10月12日にユニバーサル・ピクチャーズより公開された。

## 騒動
ヴェネツィアでのプレミア上映後、ニール・アームストロングとバズ・オルドリンが月面に星条旗を立てるシーンが存在しないことが物議を醸した。また、同日に行われた記者会見で、ライアン・ゴズリング（カナダ人）が「アームストロングが成し遂げた偉業はアメリカの偉業ではなく人類の偉業だと思っています」と発言したため、アメリカの保守層の反感を買うことになった。ついには、マルコ・ルビオ上院議員が自身のTwitterで「これは全く以てふざけた話です。（中略）。アポロ計画に必要だった費用はアメリカ国民の血税で賄われました。宇宙船はアメリカ人の手で建造されましたし、アメリカ人が生み出した技術によって生み出されたものです。また、搭乗していた宇宙飛行士もアメリカ人です。アポロ計画は国連のミッションではありません。」とツイートするに至った。
なお、原作者のジェームズ・R・ハンセンとアームストロングの息子2人が本作を擁護するコメントを出している。
こうした指摘に対し、チャゼル監督は「驚いている」と前置きした上で、「ストーリーの性質上、細かいエピソードをすべて盛り込むことはできなかった」「この作品ではアームストロング船長の内面や知られざる一面を描き出したかった。船長が月面に星条旗を立てるシーンはあまりにも有名で、知られざる一面ではない。」「船長が月面に星条旗を立てるシーンこそないが、月面に星条旗が立っているシーンはある」という主旨の釈明をした。

## 評価
映画批評集積サイトRotten Tomatoesでは12件のレビューに基づき、批評家支持率は92%、平均評価は10点満点中8.4点となっている。Metacriticでは、10件のレビューに基づき100点満点中81点が付けられ、「世界的な大絶賛」（英: "universal acclaim"）と紹介されている。

## 実話との相違点
ほぼ史実に忠実に描かれているが、細かい点では記録と違う点がある。
- ニール・アームストロングは、映画のように月着陸船の訓練中の事故で顔に怪我を負ったことはなく、パラシュートで地上に降りざるを得なかったとき、地面に激突した際に舌を強く噛んだ程度であった。
- 月の足跡の有名な写真は、実際にはバズ・オルドリンの足跡であり、ニール・アームストロングの足跡ではない為、映画で見る月面での最初の一歩の足跡ではない。[37]

- アームストロングが、亡くなった娘カレンのブレスレットを宇宙に放つシーンは創作とされる。実際には月面ミッションを記念したメダル、妻のピンバッジ、ライト兄弟の飛行機の一部、大学の友愛会のピンバッジなどであったとされるが。提出すべき目録を本人が無くしたと語っているので、真相は不明である。[38]

## 原作本
- 『ファーストマン: ニール・アームストロングの人生（英語版）』（上・下）著作：ジェームズ・R・ハンセン（英語版）、翻訳：日暮雅道・水谷淳、SBクリエイティブ（2007年5月29日発売）

## 関連書籍
- 『ファースト・マン　オフィシャル・メイキング・ブック　ビジュアル＆スクリプトで読み解くデイミアン・チャゼルの世界』(限定2,000部)、DU BOOKS